# Scena Nașterii Domnului

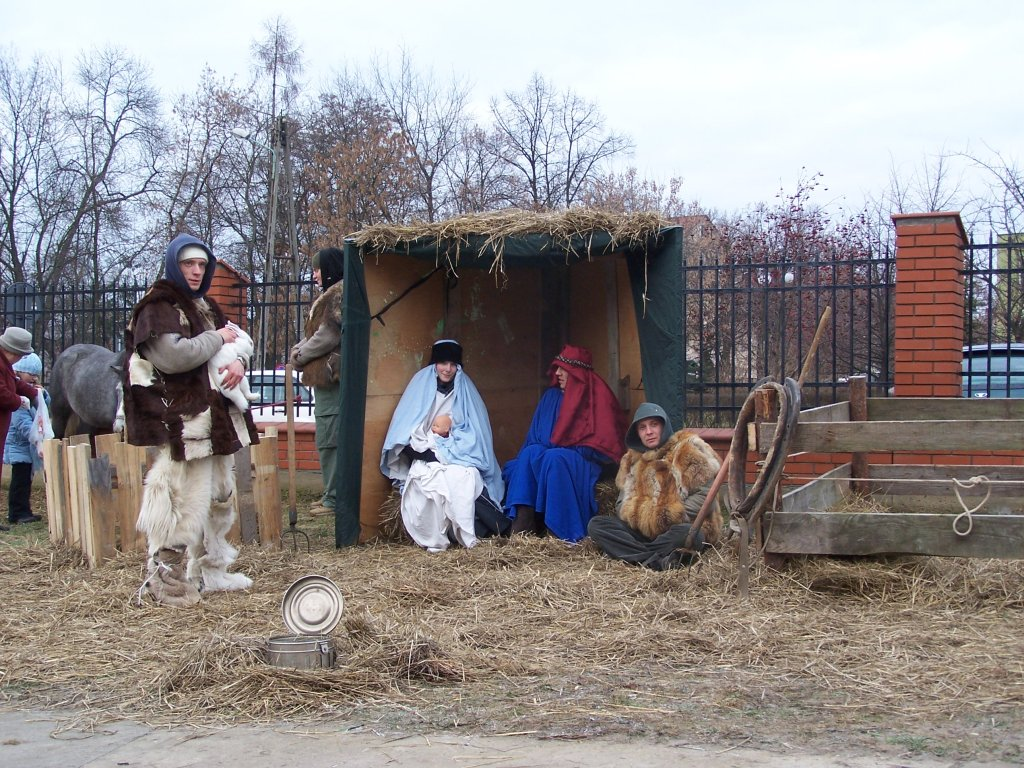
Scena Nașterii la Biserica St. Wojciech, Wyszków, Polonia, 2006

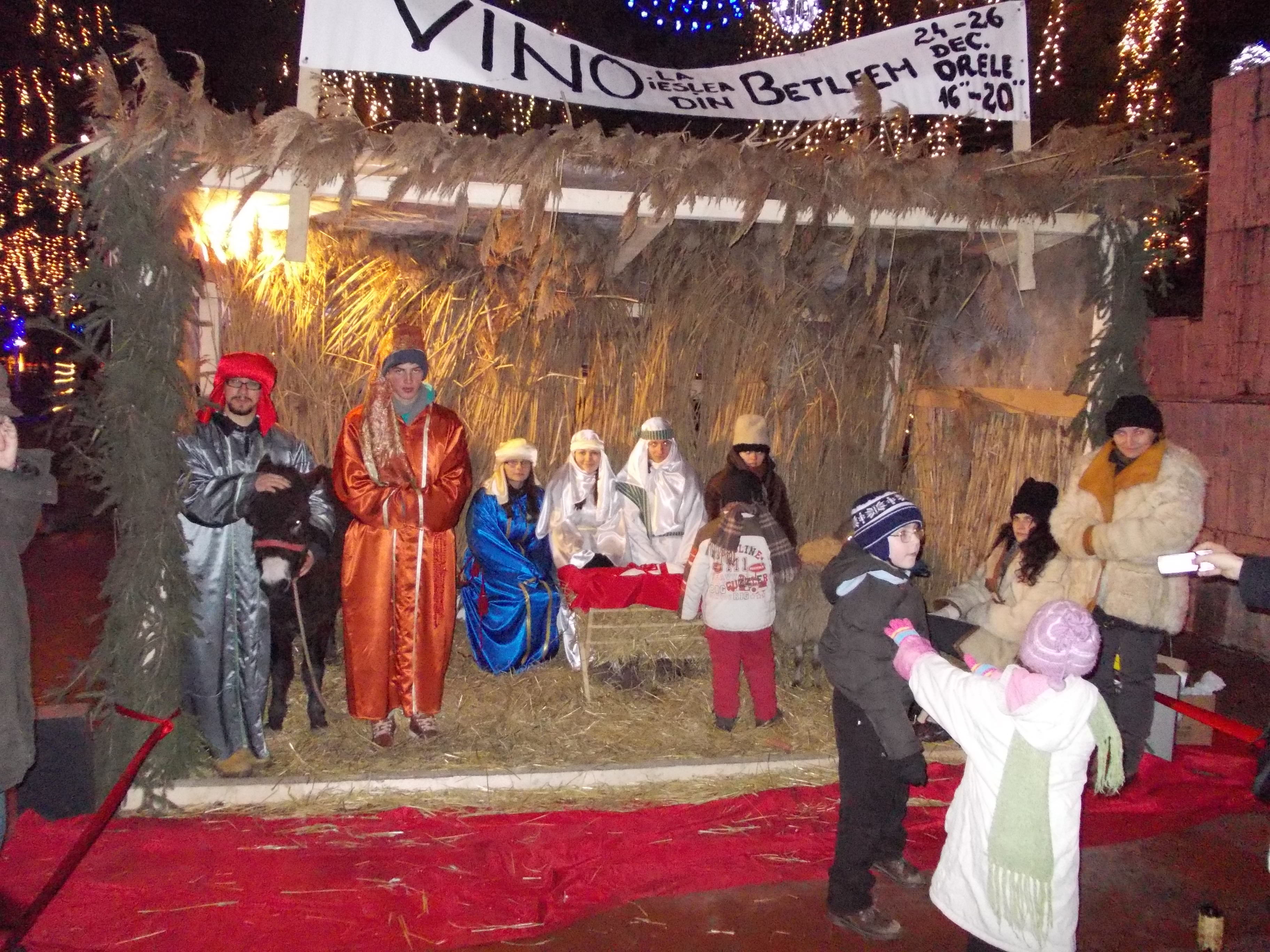
Scena Nașterii în Piaţa Roman Muşat din Roman, 2013

Scena Nașterii Domnului este o reprezentare a nașterii lui Iisus Hristos așa cum este descrisă în Evangheliile lui Matei și Luca. Scene cu Nașterea Domnului prezintă figuri reprezentând pe Isus copil, mama sa Maria și Iosif. Alte personaje care apar pot fi păstorii, Magii și îngerii care apar lângă o iesle dintr-un hambar (sau peșteră) destinat animalelor de fermă. Un măgar și un bou apar de obicei în scenă, precum și cămile aparținând Magilor.